# Ilha Little Barrier
A ilha Little Barrier , ou Hauturu na língua Māori (o nome oficial em Māori é Te Hauturu-o-Toi),  é uma ilha na Nova Zelândia, não longe da costa nordeste da ilha Norte, 80 km a norte de Auckland. A ilha está separada da ilha Norte a oeste pelo canal Jellicoe, e da maior ilha Great Barrier a leste pelo canal Cradock. As duas ilhas abrigam o golfo de Hauraki de muitas das tempestades do oceano Pacífico. é um santuário natural, que tem sido descrito como "o mais intacto ecossistema nativo na Nova Zelândia".
O nome no idioma māori significa "o local de descanso das brisas prolongadas". Tal como a ilha Great Barrier, recebeu o seu nome por iniciativa do capitão inglês James Cook em 1769.
Na década de 1970 e década de 1980, esta ilha foi escolhida, em conjunto com a ilha de Maud, Whenua Hou e Manapour, para lugar de reintrodução do kakapo, mas posteriormente foi excluída do programa em 1989 por via do seu biótopo ser tido por pouco propício para a preservação da espécie.